# Stroudsburg
Stroudsburg är administrativ huvudort i Monroe County i delstaten Pennsylvania och har varit huvudort sedan countyt grundades 1836. Orten har fått namn efter bosättaren Jacob Stroud. Vid 2010 års folkräkning hade Stroudsburg 5 567 invånare.